# Deadmeat
Deadmeat é um filme produzido no Reino Unido e lançado em 2007.